# Dujak
Dujakë en albanais et Dujak en serbe latin (en serbe cyrillique : Дујак) est une localité du Kosovo située dans la commune/municipalité de Gjakovë/Đakovica, district de Gjakovë/Đakovica (Kosovo) ou de Pejë/Peć (Serbie). Selon le recensement kosovar de 2011, elle compte 715 habitants, tous albanais.

## Histoire
Sur le territoire du village se trouve un site archéologique qui remonte au Moyen Âge ; il est proposé pour une inscription sur la liste des monuments culturels du Kosovo.
Dujakë/Dujak abrite plusieurs tours-résidences datant du XIXe siècle, elles aussi proposées pour une inscription kosovare : celles d'Ahmet Islam, celle de Bushat, celle de Sejde Musa, celle d'Arif Musa et celle de Sah Avdyl ; un moulin remontant à la même période est également proposé pour un classement.

## Démographie

### Évolution historique de la population dans la localité
| 1948 | 1953 | 1961 | 1971 | 1981  | 1991  | 2011 |
| ---- | ---- | ---- | ---- | ----- | ----- | ---- |
| 501  | 562  | 631  | 831  | 1 143 | 1 319 | 715  |

|  |